# Mass Effect: Revelation
Mass Effect: Revelation là một tiểu thuyết khoa học viễn tưởng của Drew Karpyshyn. Xuất bản năm 2007 bởi Del Rey Books, nó là bộ tiểu thuyết đầu tiên trong vũ trụ Mass Effect và là phần trước của trò chơi điện tử Mass Effect của BioWare. Karpyshyn là tác giả chính của loạt Mass Effect.

## Cốt truyện
Cuốn sách này có mục đích là bổ sung chi tiết cho nền tảng của trò chơi, chẳng hạn như vị trí và chính trị nội bộ của các chủng tộc trong Council, cũng như các nhân vật. Một số lượng đáng kể của cốt truyện là xoay quanh quan điểm của thiên hà về trí thông minh nhân tạo vì điều này dường như là một điểm cốt truyện chính trong trò chơi.
Cuốn sách kể về trung úy Alliance trẻ tuổi David Anderson và những nỗ lực của anh để tìm một người sống sót của một cuộc tấn công vào một cơ sở bí mật của Alliance là trung úy Kahlee Sanders. Khi tiếp diễn cuốn sách tiết lộ cơ sở là bị cố ý tấn công bởi nhóm lính đánh thuê Blue Sun, người được thuê bởi nhà khoa học hàng đầu của cơ sở. Một spectre turian, Saren được chỉ định để giúp Anderson và tìm manh mối về các nhà khoa học mất tích. Cuối cùng họ tìm thấy các nhà khoa học, nhưng Saren lại bỏ trốn với thông tin các nhà khoa học đang nghiên cứu về một con tàu ngoài hành tinh cổ xưa mà ông ta dự định sẽ sử dụng cho những hành động xấu xa của mình, vốn được miêu tả như là cốt truyện chính trong trò chơi Mass Effect.

## Đánh giá
Trong khi phạm vi của cuốn tiểu thuyết là nằm trong trò chơi, nó được mô tả là chủ yếu hấp dẫn với người hâm mộ của loạt trò chơi. Ars Technica đã viết rằng tiểu thuyết là đáng ngưỡng mộ trong việc đặt ra vũ trụ hư cấu, và đề nghị nó cho những người hứng thú với trò chơi Thunderbolt Games đặc trưng nó như là "formulaic in just the right ways, as it seamlessly transitions the best aspects of Mass Effect's interactive fiction into an easily digested, compulsive read for fans of the universe." Các nhà phê bình lưu ý rằng văn xuôi sạch và hiệu quả của cuốn tiểu thuyết là phù hợp với sự ngay thẳng của câu chuyện và tránh các thông tin không cần thiết, nhưng "also restrain the book from truly elevating itself to great science-fiction."  SF Signal coi nó là "decent, if not spectacular, novel" và các nhân vật không phát triển, và chỉ trích các thông tin không cần thiết của cuốn tiểu thuyết cũng như việc người kể chuyện chủ yếu tập trung vào việc sử dụng dấu chấm than .